# Syzygium oxyphyllum
Syzygium oxyphyllum är en myrtenväxtart som beskrevs av Friedrich Ludwig Diels. Syzygium oxyphyllum ingår i släktet Syzygium och familjen myrtenväxter. Inga underarter finns listade i Catalogue of Life.